# 1950 (numero)
Millenovecentocinquanta (1950) è il numero naturale dopo il 1949 e prima del 1951.

## Proprietà matematiche
- È un numero pari.
- È un numero composto da 24 divisori: 1, 2, 3, 5, 6, 10, 13, 15, 25, 26, 30, 39, 50, 65, 75, 78, 130, 150, 195, 325, 390, 650, 975, 1950. Poiché la somma dei suoi divisori (escluso il numero stesso) è 3258 > 1950, è un numero abbondante.
- È un numero di Harshad nel sistema numerico decimale, cioè è divisibile per la somma delle sue cifre.
- È un numero ondulante nel sistema posizionale a base 7 (5454) e in quello a base 8 (3636).
- È un numero semiperfetto in quanto pari alla somma di alcuni (o tutti) i suoi divisori.
- È un numero pratico.
- È un numero congruente.
- È un numero malvagio.
- È parte delle terne pitagoriche (216, 1938, 1950), (280, 1950, 1970), (480, 1890, 1950), (546, 1872, 1950), (750, 1800, 1950), (896, 1950, 2146), (990, 1680, 1950), (1040, 1950, 2210), (1170, 1560, 1950), (1224, 1518, 1950), (1368, 1950, 2382), (1950, 2160, 2910), (1950, 2600, 3250), (1950, 4000, 4450), (1950, 4680, 5070), (1950, 5456, 5794), (1950, 7480, 7730), (1950, 8008, 8242), (1950, 12600, 12750), (1950, 14560, 14690), (1950, 21080, 21170), (1950, 24336, 24414), (1950, 38000, 38050), (1950, 63360, 63390), (1950, 73112, 73138), (1950, 105616, 105634), (1950, 190120, 190130), (1950, 316872, 316878), (1950, 950624, 950626).

## Astronomia
- 1950 Wempe è un asteroide della fascia principale del sistema solare.

## Astronautica
- Cosmos 1950 è un satellite artificiale russo.